# Еміралд Фіннелл
Еміралд Фіннелл (англ. Emerald Fennell) — англійська акторка, письменниця та кінорежисерка. Знялася в історичних драмах «Альберт Ноббс» (2011), «Анна Кареніна» (2012), «Дівчина з Данії» (2015), «Віта та Вірджинія» (2018). Отримала ширше визнання за ролі в драматичному серіалі ВВС «Викликайте акушерку» (2013—2017) та драматичному серіалі Netflix «Корона» (2019—2020).
Також відома як шоуранерка другого сезону «Вбиваючи Єву» (2019), за який отримала дві номінації на премію «Еммі».
За сценарій, режисуру та продюсування фільму «Перспективна дівчина» (2020) отримала три номінації на премію Оскар: за найкращий фільм, найкращу режисерську роботу та найкращий оригінальний сценарій. Вона перша британка, яку Академія номінувала за режисерську роботу.

## Життєпис
Народилася в Гаммерсміті, Лондон. Навчалася у коледжі Марлборо. Потім вивчала англійську в Ґрейфраєрс у Оксфорді, де грала в університетських виставах.

## Фільмографія

### Кіно
| Рік  | Назва                       | Роль               | Примітки                                   |
| ---- | --------------------------- | ------------------ | ------------------------------------------ |
| 2010 | Mr Nice                     | Рейчел             |                                            |
| 2011 | Albert Nobbs                | Місіс Сміт-Віллард |                                            |
| 2012 | «Анна Кареніна»             | Принцеса Меркалова |                                            |
| 2015 | «Дівчина з Данії»           | Ельза              |                                            |
| 2015 | «Пен: Подорож до Небувалії» |                    |                                            |
| 2018 | «Віта та Вірджинія»         | Ванесса Белл       |                                            |
| 2018 | Careful How You Go          |                    | Короткометражний; Режисерка та сценаристка |
| 2020 | «Перспективна дівчина»      |                    | Режисерка, сценаристка та продюсерка       |
| 2023 | «Барбі»                     |                    |                                            |
| 2025 | «Балерина»                  |                    |                                            |

### Телебачення
| Рік       | Назва                    | Роль                            | Примітки                                            |
| --------- | ------------------------ | ------------------------------- | --------------------------------------------------- |
| 2007      | Trial & Retribution      | Шіна                            | Епізод «Sins of the Father — Part 1»                |
| 2010      | New Tricks               | Вікі                            | Епізод «Coming Out Ball»                            |
| 2010      | Any Human Heart          | Лотті                           | 3 епізоди                                           |
| 2011–2013 | Chickens                 | Аґнес                           | 7 епізодів                                          |
| 2013      | Blandings                | Моніка Сіммонс                  | Епізод «Problem with Drink»                         |
| 2013      | The Lady Vanishes        | Одетт                           | Телефільм                                           |
| 2013      | Murder on the Home Front | Іззі Квіннелл                   | Телефільм                                           |
| 2013–2017 | «Викликайте акушерку»    | Сестра Петсі Маунт              | 27 епізодів                                         |
| 2016      | Drifters                 | Ліззі                           | Епізод: «Halloween»; також сценаристка (6 епізодів) |
| 2017      | «Вікторія»               | Ада Лавлейс                     | Епізод «Green Eyed Monster»                         |
| 2019      | «Вбиваючи Єву»           |                                 | Сценаристка та виконавча продюсерка; 8 епізодів     |
| 2019–2020 | «Корона»                 | Камілла, герцогиня Корнуольська | 7 епізодів                                          |